# Business Aviation
Business Aviation – kongijska linia lotnicza z siedzibą w Kinszasie.